# Vassilissa Stepanenko
Pour les articles homonymes, voir Stepanenko.
Vassilissa Stepanenko (ukrainien : Василиса Степаненко, romanisé : Vasylysa Stepanenko, russe : Василиса Степаненко), née le 19 novembre 1999 à Kharkiv (Ukraine), est une journaliste et productrice vidéo ukrainienne.
En 2023, elle a partagé le prix Pulitzer du service public avec Evgeniy Maloletka, Mstyslav Tchernov et Lori Hinnant pour son travail avec l'Associated Press sur la couverture de l'invasion russe de l'Ukraine.

## Biographie
Vassilissa Stepanenko commence à travailler comme pigiste pour l'Associated Press en janvier 2022. En février et mars 2022, lors de l'invasion russe de l'Ukraine, Mstyslav Tchernov, membre de l'équipe d'Associated Press, le photographe Evgeniy Maloletka et Vassilissa Stepanenko, tous deux pigistes pour l'AP, ont séjourné à Marioupol, ville encerclée par les troupes russes, assiégée et intensément bombardée, alors que les ministères russes des Affaires étrangères et de la Défense affirmaient que la Russie ne ciblait que les installations militaires. Mstyslav Tchernov, Evgeniy Maloletka et Vassilissa Stepanenko étaient parmi les rares journalistes, et, selon l'AP, les seuls journalistes internationaux présents à Marioupol pendant cette période, et leurs photographies ont été largement utilisées par les médias occidentaux pour couvrir la situation. Vassilissa Stepanenko a agi comme producteur vidéo,.
Elle était l'une des productrices de 20 Jours à Marioupol.

## Récompenses
- 2023 : Prix Pulitzer du service public, partagé avec Evgeniy Maloletka, Mstyslav Tchernov et Lori Hinnant pour son travail avec l'Associated Press couvrant l'invasion russe de l'Ukraine[1]
- 2024 : Prix national Taras-Chevtchenko[6]